# Episodi di The Bob Cummings Show (terza stagione)
La terza stagione della serie televisiva The Bob Cummings Show è andata in onda negli Stati Uniti dal 4 ottobre 1956 al 16 maggio 1957 sulla CBS.
| nº | Titolo originale           | Prima TV USA     |
| -- | -------------------------- | ---------------- |
| 1  | Grandpa Meets Zsa Zsa      | 4 ottobre 1956   |
| 2  | Bob Buys a Plane           | 11 ottobre 1956  |
| 3  | Bob Batches It             | 18 ottobre 1956  |
| 4  | The Beautiful Psychologist | 25 ottobre 1956  |
| 5  | The Boston Mother Returns  | 1º novembre 1956 |
| 6  | Miss Joplin Arrives        | 8 novembre 1956  |
| 7  | The Double Date            | 15 novembre 1956 |
| 8  | Schultzy Says No           | 22 novembre 1956 |
| 11 | How to Handle Women        | 13 dicembre 1956 |
| 14 | Eleven Angry Women         | 10 gennaio 1957  |
| 15 | Bob Gives Pamela the Bird  | 17 gennaio 1957  |
| 16 | The Model's Revolt         | 24 gennaio 1957  |
| 17 | Bob Saves Dr. Chuck        | 31 gennaio 1957  |
| 20 | Bob Picks a College        | 21 febbraio 1957 |
| 21 | Chuck at College           | 28 febbraio 1957 |
| 24 | Bob Meets the Mortons      | 21 marzo 1957    |
| 27 | Bob Plays Gigolo           | 11 aprile 1957   |
| 29 | Bob Meets Miss Sweden      | 25 aprile 1957   |
| 32 | Bob Calls Kay's Bluff      | 16 maggio 1957   |

## Grandpa Meets Zsa Zsa
- Prima televisiva: 4 ottobre 1956

### Trama
- Guest star: Lurene Tuttle (Dixie Yates), Paul Frees (The Television annunciatore), Trudy Wroe (The Beauty Queen), Jim Salisbury (The Muscle Man), Zsa Zsa Gábor (Zsa Zsa)

## Bob Buys a Plane
- Prima televisiva: 11 ottobre 1956

### Trama
- Guest star: King Donovan (Harvey Helm), Tyler McVey, Lurene Tuttle

## Bob Batches It
- Prima televisiva: 18 ottobre 1956

### Trama
- Guest star:

## The Beautiful Psychologist
- Prima televisiva: 25 ottobre 1956

### Trama
- Guest star: King Donovan (Harvey Helm), Jeffrey Silver (Jimmy Lloyd), Marcia Henderson (Laura Hayden), Jan Harrison (Patti)

## The Boston Mother Returns
- Prima televisiva: 1º novembre 1956

### Trama
- Guest star:

## Miss Joplin Arrives
- Prima televisiva: 8 novembre 1956

### Trama
- Guest star: Carol Henning (Francine), Olive Sturgess (Carol), Katherine Warren (Mrs. Todd)

## The Double Date
- Prima televisiva: 15 novembre 1956

### Trama
- Guest star: Evelyn Russell, Jeffrey Silver, Olive Sturgess (Carol Henning)

## Schultzy Says No
- Prima televisiva: 22 novembre 1956

### Trama
- Guest star: Kathleen Freeman (Bertha Krause), Lisa Gaye (Collette DuBois), Dick Wesson (Frank Crenshaw)

## How to Handle Women
- Prima televisiva: 13 dicembre 1956

### Trama
- Guest star: Hope Emerson, Ann McCrea, Olive Sturgess

## Eleven Angry Women
- Prima televisiva: 10 gennaio 1957

### Trama
- Guest star: Jackie Loughery (Harriet Burke), Richard Deacon (procuratore distrettuale), Robert Carson (giudice), Tony Henning (Newsboy), Charles Wagenheim (Impiegato di corte), William Kendis (Press Photographer), Barbara Drew (giurato), Nora Marlowe (giurato), Maudie Prickett (giurato)

## Bob Gives Pamela the Bird
- Prima televisiva: 17 gennaio 1957

### Trama
- Guest star: Nancy Kulp (Pamela Livingstone)

## The Model's Revolt
- Prima televisiva: 24 gennaio 1957

### Trama
- Guest star: Lisa Gaye (Collette DuBois), Joi Lansing (Shirley Swanson), Lita Milan (Marie De Paulo)

## Bob Saves Dr. Chuck
- Prima televisiva: 31 gennaio 1957

### Trama
- Guest star: Lisa Gaye (Collette DuBois), Joi Lansing (Shirley Swanson), Lita Milan (Marie De Paulo)

## Bob Picks a College
- Prima televisiva: 21 febbraio 1957

### Trama
- Guest star: Lucien Littlefield (Mr. Purcell), Sally Todd (Mrs. Gordon), Almira Sessions (Mrs. Rockmorton), Mary Lawrence (Ruth Helm), Olive Sturgess (Carol Henning)

## Chuck at College
- Prima televisiva: 28 febbraio 1957

### Trama
- Guest star: Jeffrey Silver (Jimmy Lloyd), Olive Sturgess (Carol Henning)

## Bob Meets the Mortons
- Prima televisiva: 21 marzo 1957

### Trama
- Guest star: Gracie Allen (se stessa), Bea Benaderet (Blanche Morton), George Burns (se stesso), Larry Keating (Harry Morton), Joi Lansing (Shirley Swanson)

## Bob Plays Gigolo
- Prima televisiva: 11 aprile 1957

### Trama
- Guest star: Jay Novello

## Bob Meets Miss Sweden
- Prima televisiva: 25 aprile 1957

### Trama
- Guest star: Gordon Scott (Gordon Scott), Ingrid Goude (Miss Sweden), Nancy Kulp (Pamela Livingstone), Kathleen Freeman (Bertha Krause), Jimmy Murphy (Eddie), Norman Alden (The Air Force Captain)

## Bob Calls Kay's Bluff
- Prima televisiva: 16 maggio 1957

### Trama
- Guest star: Lola Albright (Kay Michaels)